# Bukit Lemkah
Bukit Lemkah är en kulle i Indonesien.   Den ligger i provinsen Aceh, i den västra delen av landet, 1 600 km nordväst om huvudstaden Jakarta. Toppen på Bukit Lemkah är 81 meter över havet.
Terrängen runt Bukit Lemkah är platt, och sluttar norrut.Runt Bukit Lemkah är det ganska glesbefolkat, med 34 invånare per kvadratkilometer. Trakten runt Bukit Lemkah består till största delen av jordbruksmark.